# 141-й меридіан західної довготи
141-й меридіан західної довготи — лінія довготи, що лежить на 141 градусів західніше Гринвіцького меридіана. Вона проходить від Північного полюса через Північний Льодовитий океан, Північну Америку, Тихий океан, Південний океан та Антарктиду до Південного полюса.

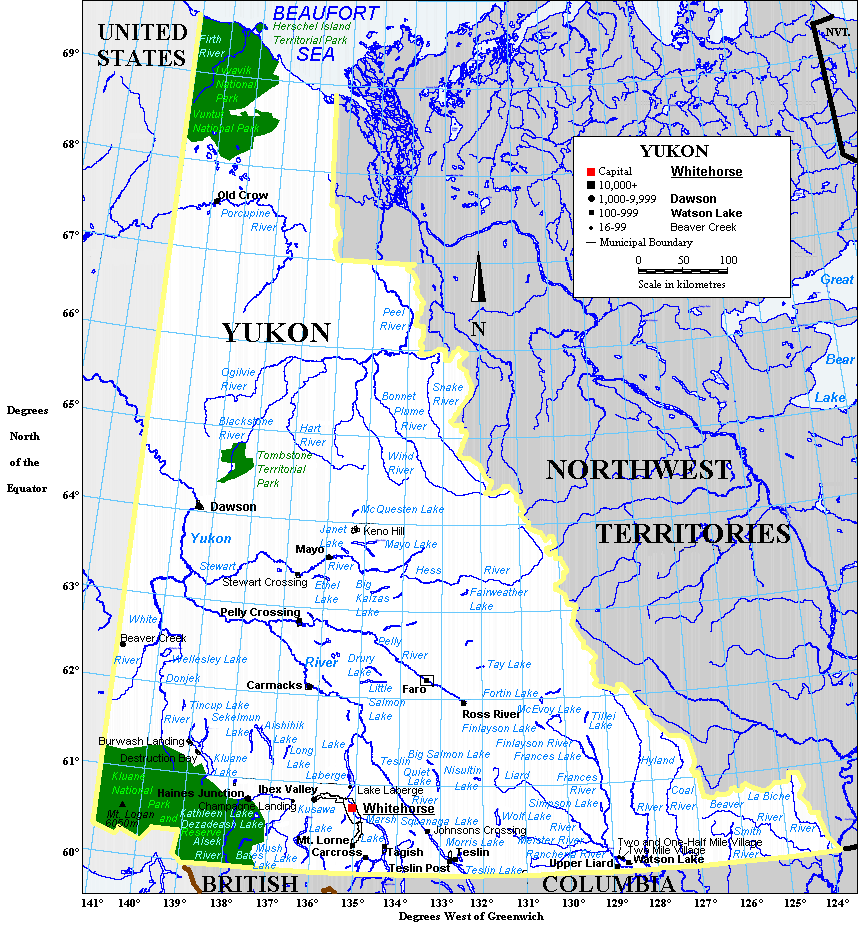
Через меридіан проходить більша частину кордону між Аляскою та Юконом

Через меридіан проходить більша частину кордону між Аляскою та Юконом, тобто більша частина західного кордону Канади з США.
141-й меридіан західної довготи формує велике коло разом із 39-тим меридіаном східної довготи.

## Список географічних об'єктів, що перетинає 141° зх. д.
Починаючи на Північному полюсі та рухаючись до Південного полюса, 141-й меридіан західної довготи проходить через:
| Координати                                                   | Країна, територія або море          | Примітки |
| ------------------------------------------------------------ | ----------------------------------- | --- |
| 90°0′ пн. ш. 141°0′ зх. д. / 90.000° пн. ш. 141.000° зх. д.  | Північний Льодовитий океан          | |
| 73°40′ пн. ш. 141°0′ зх. д. / 73.667° пн. ш. 141.000° зх. д. | Море Бофорта                        | |
| 69°39′ пн. ш. 141°0′ зх. д. / 69.650° пн. ш. 141.000° зх. д. | Становить кордон між США та Канадою | Становить кордон між Аляскою та Юконом |
| 60°19′ пн. ш. 141°0′ зх. д. / 60.317° пн. ш. 141.000° зх. д. | США                                 | Аляска |
| 59°46′ пн. ш. 141°0′ зх. д. / 59.767° пн. ш. 141.000° зх. д. | Тихий океан                         | Проходить західніше острова Еіао[en], Французька Полінезія Проходить східніше атола Напука, Французька Полінезія Проходить західніше атола Фангатау[en], Французька Полінезія Проходить західніше атола Аману[en], Французька Полінезія |
| 18°4′ пд. ш. 141°0′ зх. д. / 18.067° пд. ш. 141.000° зх. д.  | Французька Полінезія                | Проходить через атол Хао[en] |
| 18°11′ пд. ш. 141°0′ зх. д. / 18.183° пд. ш. 141.000° зх. д. | Тихий океан                         | Проходить західніше атола Параоа, Французька Полінезія Проходить східніше атола Манухангі[en], Французька Полінезія |
| 60°0′ пд. ш. 141°0′ зх. д. / 60.000° пд. ш. 141.000° зх. д.  | Південний океан                     | |
| 75°35′ пд. ш. 141°0′ зх. д. / 75.583° пд. ш. 141.000° зх. д. | Антарктида                          | Проходить через Землю Мері Берд, на яку жодна країна не претендує |